# Херсидамант
Херсидамант је у грчкој митологији било име више личности.

## Митологија
1. У Хомеровој „Илијади“, Овидијевим „Метаморфозама“ и према Аполодору, био је Пријамов син, учесник тројанског рата кога је убио Одисеј.[1]
2. Син Птерелаја, краља Тафа, кога је поменуо Аполодор. Њега, као и већину његове браће, убили су Електрионови синови.[2][3]